# Europsko prvenstvo u košarci – Grčka 1987.
Europsko prvenstvo u košarci 1987. godine održalo se u Pireju od 3. do 14. lipnja 1987. godine.
Hrvatski igrači koji su igrali za reprezentaciju Jugoslavije su: Dražen Petrović, Aleksandar Petrović, Toni Kukoč, Dino Rađa, Stojan Vranković i Danko Cvjetičanin. Vodio ih je hrvatski trener: Krešimir Ćosić.